# Challenger Coquimbo 2022
Il Challenger Coquimbo 2022 è stato un torneo maschile di tennis professionistico. È stata la 1ª edizione del torneo, facente parte della categoria Challenger 80 nell'ambito dell'ATP Challenger Tour 2022, con un montepremi di 53 120 $. Si è svolto dal 9 al 14 maggio 2022 sui campi in terra rossa del Club de Tenis de Coquimbo di Coquimbo in Cile.

## Partecipanti

### Teste di serie
| Nazionalità | Giocatore                     | Ranking* | Testa di serie |
| ----------- | ----------------------------- | -------- | -------------- |
| Cile        | Marcelo Tomás Barrios Vera    | 145      | 1              |
| Argentina   | Santiago Fa Rodríguez Taverna | 201      | 2              |
| Argentina   | Andrea Collarini              | 227      | 3              |
| Argentina   | Genaro Alberto Olivieri       | 241      | 4              |
| Cile        | Gonzalo Lama                  | 259      | 5              |
| Brasile     | Daniel Dutra da Silva         | 284      | 6              |
| Brasile     | Orlando Luz                   | 287      | 7              |
| Colombia    | Nicolás Mejía                 | 291      | 8              |

* Ranking al 2 maggio 2022.

### Altri partecipanti
I seguenti giocatori hanno ricevuto una wild card per il tabellone principale:
- Pedro Boscardin Dias
- Santiago Fa Rodríguez Taverna
- Nicolás Villalón

I seguenti giocatori sono entrati in tabellone come alternate::
- Román Andrés Burruchaga
- Matías Franco Descotte

I seguenti giocatori sono passati dalle qualificazioni:
- Murkel Dellien
- Naoki Nakagawa
- João Lucas Reis da Silva
- Conner Huertas Del Pino
- Wilson Leite
- Arklon Huertas Del Pino

## Campioni

### Singolare
Facundo Díaz Acosta ha sconfitto in finale  Pedro Boscardin Dias con il punteggio di 7–5, 7–6(4).

### Doppio
Guillermo Durán /  Nicolás Mejía hanno sconfitto in finale  Diego Hidalgo /  Cristian Rodríguez con il punteggio di 6–4, 1–6, [10–7].